# Fred Wacker
Fred Wacker est un pilote automobile américain, né le 10 juillet 1918 à Chicago (Illinois) et mort le 16 juin 1998. Il a notamment pris le départ de trois Grands Prix de championnat du monde, en 1953 et 1954, sur Gordini.